# Sarah Weddington
Sarah Weddington, nata Sarah Ragle (Abilene, 5 febbraio 1945 – Austin, 26 dicembre 2021), è stata un'avvocatessa e politica statunitense, professore di diritto e membro della Camera dei rappresentanti del Texas. Era meglio conosciuta per aver rappresentato "Jane Roe" (vero nome Norma McCorvey) nel caso Roe v. Wade davanti alla Corte Suprema degli Stati Uniti e che di fatto legalizzò l'aborto negli Usa.

## Biografia
Sarah Ragle è nata nel febbraio 1945 ad Abilene, Texas, da Lena Catherine e Herbert Doyle Ragle, un ministro metodista. Da bambina, era la maggiore batterista della sua banda delle scuole medie, presidente della comunità giovanile metodista nella sua chiesa, suonava l'organo, cantava nel coro della chiesa e andava a cavallo.
Weddington si è diplomata al liceo due anni prima del tempo e poi si è laureata in inglese presso la McMurry University. Nel 1964 entrò alla University of Texas Law School e si laureò nel 1967. Nel 1967, durante il suo terzo anno di giurisprudenza, Weddington concepì un figlio con Ron Weddington e si recò in Messico per un aborto illegale. ha ottenuto dottorati onorari dalla McMurry University, dall'Hamilton College, dall'Austin College, dalla Southwestern University e dalla Nova Southeastern University.

### Roe v. Wade
Dopo la laurea, Weddington ha avuto difficoltà a trovare un lavoro in uno studio legale. Si unì così a un gruppo di studenti laureati dell'Università del Texas-Austin che stavano ricercando modi per sfidare vari statuti anti-aborto.
Poco dopo, una donna incinta di nome Norma McCorvey visitò un avvocato locale per chiedere sull'aborto. L'avvocato invece aiutò McCorvey a consegnare suo figlio in adozione e, dopo averlo fatto, indirizzò McCorvey a Weddington e Linda Coffee. Nel marzo 1970, Weddington e il suo co-avvocato intentarono causa contro Henry Wade, il procuratore distrettuale di Dallas e la persona responsabile dell'applicazione dello statuto anti-aborto. Corvey divenne la querelante di riferimento e fu indicata nei documenti legali come "Jane Roe" per proteggere la sua identità.
Weddington dichiarò per la prima volta il suo caso di fronte a un tribunale distrettuale di tre giudici nel maggio 1970 a Dallas. La corte distrettuale ha convenuto che le leggi sull'aborto del Texas erano incostituzionali, ma lo stato ha fatto appello alla decisione, portandola davanti alla Corte Suprema degli Stati Uniti.
Weddington comparve davanti alla Corte Suprema nel 1971 e di nuovo nell'autunno del 1972. La sua argomentazione si basava sul 1°, 4°, 5°, 8°, 9°e 14° emendamento, nonché sulla precedente decisione della Corte in Griswold v. Connecticut, che legalizzava la vendita di contraccettivi basati sul diritto alla privacy. La decisione della Corte fu infine emessa nel gennaio 1973, ribaltando la legge sull'aborto del Texas con una maggioranza di 7-2 e legalizzando l'aborto in tutti gli Stati Uniti.
Nel 1989, è stata interpretata da Amy Madigan nel film televisivo Roe vs. Wade. Nel 1992, Weddington ha raccolto le sue esperienze con il caso e le interviste con le persone coinvolte in un libro intitolato A Question of Choice.

## Vita privata
Dal 1968 al 1974 è stata sposata con Ron Weddington. Dopo il divorzio, Sarah continuò a vivere da sola ad Austin, in Texas.